# Авраменко Олеся Олександрівна
Оле́ся Олекса́ндрівна Авра́менко (* 25 жовтня 1959, Запоріжжя) — український мистецтвознавець, куратор, арт-критик, кандидат мистецтвознавства (1993), член Національної спілки художників України (1988), заслужений діяч мистецтв України (2010). Дві Срібні медалі Національної академії мистецтв України (2012, 2916). Член міжнародної асоціації мистецтвознавців AICA (2018).
Автор понад трьохсот публікацій з питань мистецтва і художнього життя України XX—XXI століть. Автор концепцій та організатор 90 художніх проектів та виставок, кіносценаріїв та науково-популярних казок для дітей та організатор близько ста художніх виставок і проєктів.

## Життєпис
Народилася 25 жовтня 1959 року в Запоріжжі. Батько — український письменник Авраменко Олександр Іванович (1934—1974). Мати — філолог, педагог, перекладач Ромашко Єлизавета Костянтинівна (* 1934).
У 1970 році разом з батьками переїхала до Києва. В 1982 році закінчила факультет історії і теорії мистецтва Київського державного художнього інституту. Педагоги — Платон Білецький, Леонід Владич, Ганна Заварова, Вадим Клеваєв, Людмила Міляєва, Людмила Сак. З 1982 по 1983 — мистецтвознавець Республіканського Будинку моделей трикотажних виробів. З 1988 року — член Національної спілки художників України. В 1993 захистила кандидатську дисертацію «Українська дитяча книга 1970-1990-х років: основні тенденції розвитку ілюстрації» й здобула звання кандидата мистецтвознавства. З 1996 по 1997 — автор, ведуча, редактор і режисер циклу телевізійних сюжетів авторської програми «Знаки творчості. Олеся Авраменко представляє», яка склалася з тридцяти восьми передач (Міжрегіональна асоціація теле- та радіомовлення творче об'єднання «НАРТ»). З 2000 по 2003 рік — власний кореспондент і консультант з питань культури та мистецтва журналу «Президент» і газети «Президентський вісник».
З 1983 по 2004 роки працювала в Інституті мистецтвознавства, фольклористики та етнології ім. М. Т. Рильського Національної Академії наук України. З 2004 року по сьогодні — завідувачка відділу візуальних практик в Інституті проблем сучасного мистецтва Національної академії мистецтв України. 2009 року Вища атестаційна комісія присвоїла звання старшого наукового співробітника.
З 2010 — заслужений діяч мистецтв України. У 2008 стала лауреатом премії Київської організації Національної спілки художників України [Архівовано 3 грудня 2013 у Wayback Machine.] «Мистець» ім. Платона Білецького. У 2011 нагороджена Відзнакою Міністерства культури України «За багаторічну плідну працю в галузі культури». У 2012 — Срібною медаллю Національної Академії мистецтв України за вагомий особистий внесок у розвиток національної культури і творчі досягнення.
У 2012 книга Олесі Авраменко «Терези долі Віктора Зарецького» визнана «Виданням року» в рамках Всеукраїнської акції «Музейна подія року — 2011». У 2013 отримала Почесну відзнаку «Трудова слава» Міжнародної Академії рейтингових технологій і соціології «Золота Фортуна». 2016 — лауреат Срібної медалі НАМУ.
2018 започаткувала авторську серію монографій «ACCENT»: науково-популярні видання з історії українського мистецтва XX—XXI століть: Імена. Творчі угрупування. Художні явища та тенденції.
Олеся Авраменко досліджує типологію формування, розвитку й функціонування українського образотворчого та актуального мистецтва другої половини XX — початку XXI століття, а також моделює й організує ряд сучасних художніх процесів та явищ в Україні. Творча співпраця з провідними українськими художниками — Сергієм Адамовичем, Михайлом Гуйдою, Віктором Зарецьким, Анатолієм Кущем, Олександром Івахненком, Юрієм Іллєнком, Анатолієм Криволапом, Євгеном Прокоповим, Віктором Сидоренком, Миколою Стороженком, Тіберієм Сільваші, Георгієм Якутовичем та багатьма іншими. наступних поколінь, втілилося у численних публікаціях з питань образотворчого та актуального мистецтва й художнього життя України XX—XXI століть.

## Особисте життя
Олеся Авраменко живе і працює в Києві. Донька — Бєльська Єлизавета Володимирівна (1987) — випускниця Національної Академії образотворчого мистецтва і архітектури (2009), видавець у ukrideabook.com.ua, гостьовий редактор, ведуча рубрики у проєкті «Люта українізація з Антіном Мухарським».

## Кураторство виставкових проектів
- 2014 — Вогонь любові. Присвята Майдану, ЦСМ М17, куратори Єлизавета Бєльська, Олеся Авраменко, м. Київ[8]

## Монографії
- БІЛОКУР // НМУНДМ, ACCENT, К., Горобець, 2020. (2021 року вийшло друком друге — виправлене і доповнене видання: Білокур / ІПСМ НАМУ. Київ: Видавництво Горобець, 2021. 168 с.: іл. ISBN 978-966-2377-55-2).
- ПОКРОВА // ІПСМ НАМУ, ACCENT, К., Фенікс. 88 с.: 66 іл.
- ЗАРЕЦЬКИЙ // ІПСМ НАМУ, АДЕФ, К., 2018., 168 с.: 153 іл.
- КРИВОЛАП // ІПСМ НАМУ, Атлант-ЮЕмСі, К., 2018. 168с.: 142 іл.
- «Метафізика чистого кольору Анатолія Криволапа»: Монографія. — К.: ІПСМ НАМУ, 2013.- 618с., 616 іл.
- «Дванадцять обручів, або роки, розчахнені живопису». (Макс Витик [Архівовано 22 лютого 2015 у Wayback Machine.]): Монографія. — К.: Ін-т проблем сучасного мистецтва НАМ України, 2011. — 119 с.:іл.. — укр., англ.
- «Терези долі Віктора Зарецького» [Архівовано 22 лютого 2015 у Wayback Machine.]. Монографія.[1] — К.: ІПСМ НАМУ, 2011. — 586с., іл.
- «Ігор Губський»: Монографія. — К.: ІПСМ, Персона, 2009. — 96 с.: іл.
- «Писанка, або таємниця розмальованого яйця» [Архівовано 22 лютого 2015 у Wayback Machine.] / Науково-популярна книжка для дітей середнього шкільного віку. — К., 2006. — 18 с.: іл.
- «Михайло Гуйда: Монографія.»[1] — Київ-Ханьчжоу, 2005. — 196 с.: іл.
- «Михайлина Сабадаш: Альбом.»[1] — К.: Мистецтво, 1990. — 111 с.: іл. (упорядкування, вступна стаття).

## Статті
- Феміна без фемінізму або Сокровенна тема творчості Людмили Корж-Радько. Сучасне мистецтво, Київ: ІПСМ НАМ України, (16), 2020.
- Творчість Катерини Білокур на тлі епохи в контексті вітових художніх тенденцій. (До 120-річчя з дня народження мисткині). Мистецтвознавство України. Київ: ІПСМ НАМ України, 2020.
- Внутрішнє світло (Фотопроект Германа Айнбіндера) / Альбом. К., 2020. 32с.
- Людмила Семикіна. Одеса. Порт. Люди. Альбом. К., 2020, 104с.
- Точка проєкції на часи «плавильного котла» або Інформація як інструмент дезінформації (Україна на Венеційській Бієнале 2019). Сучасне мистецтво, Київ: ІПСМ НАМ України, (15), 2019.
- Сакральний живопис в Україні XXI століття. (Розписи церкви Покрова Пресвятої Богородиці в селі Липівка Анатолієм Криволапом та Ігорем Ступаченком. 2014—2019 роки). Мистецтвознавство України. Київ: ІПСМ НАМ України, 2019. Вип. 19. 298 с.: іл., с. 21-32
- «Aeterna historia» Антона Ковача, або Еротичне як духовне. Міст. Київ: ІПСМ НАМ України, 2019.
- Поезія триєдності — почуттів, розуму й вислову, або «Station № 5» Андрія Блудова. Міст. Київ: ІПСМ НАМ України, 2019.
- Михайло Боримчук. Метафізика буття. Альбом// Галерея українського живопису «Nostalgie». 2019. 140 сторінок.
- Semen Guyetsky. Portraits. Альбом. Англ., гол. // Hartman collaction. 2019. 56 c.
- Revolutie! Альбом. Гол. яз.// Hartman collaction. 2019. 56 c.
- Mykhailo Borymchuk. Industriele landschappen. Album/ Collectie Hartman. 2019. 56c.
- «Човен, що пливе», або Траєкторія творчості Олексія Маркитана, Зб. Сучасне мистецтво (14), Київ: ІПСМ НАМ України, 2018.
- «ХайТекСтиль» та інше Анастасії Подервянської. Художня культура. Київ: ІПСМ НАМ України Київ: ІПСМ НАМ України, 2018.
- Бедрі Байкам: від «юного Моцарта живопису» до міжнародного визнання. Міст. Київ: ІПСМ НАМ України, 2018.
- Андрій Блудов — ловець тонких енергій. Художня культура. Київ: ІПСМ НАМ України, 2017.
- Скарби із загиблого «Неймовірного» або Проект Демієна Герста як фокус тенденцій contemporary art. Сучасне мистецтво (13), Київ: ІПСМ НАМ України, 2017.
- «Воїни світла» Макса Вітика. Альбом. К., Родовід, 2016.
- Спонтанний живопис Макса Вітика. Сучасне мистецтво (12) Київ: ІПСМ НАМ України, 2016.
- Венеційська Бієнале: Оглядовий репортаж з елементами критики й аналізу. Сучасне мистецтво (11). Київ: ІПСМ НАМ, 2015.
- Художники на барикадах. У зб.: Майдан. (R) Еволюція духу. К.: Наш формат.